# Блидча
Бли́дча (укр. Блідча) — село, входит в Иванковский район Киевской области Украины.
Население по переписи 2001 года составляло 683 человека. Почтовый индекс — 07261. Телефонный код — 4591. Занимает площадь 3 км². Код КОАТУУ — 3222080301.

## Местный совет
07261, Київська обл., Іванківський р-н, с. Блідча